# Ngô Thái Bá
Ngô Thái bá (chữ Hán: 吳泰伯, 1360 TCN -1200 TCN) là vị quân chủ khai lập nước Ngô tồn tại từ cuối thời nhà Thương sang thời Đông Chu trong lịch sử Trung Quốc.

## Thân thế
Ông mang họ Cơ, không rõ tên thật, là con trai cả của Cổ Công Đản Phủ – người khi đó đứng đầu bộ tộc Chu thời nhà Thương. Ông có hai người em là Trọng Ung và Quý Lịch.

## Khai lập nước Ngô
Vì người em út Cơ Quý Lịch có người con là Cơ Xương rất tài giỏi nên Cổ Công Đản Phủ muốn truyền ngôi cho Quý Lịch để sau này Cơ Xương nối cơ nghiệp.
Biết ý cha, ông cùng Trọng Ung trốn khỏi tộc Chu đến vùng đất Kinh sinh sống với người bản địa, cắt tóc và xăm mình để tỏ ý không muốn có ngôi vua nữa. Cổ Công Đản Phủ lập Quý Lịch làm người nối nghiệp và trở thành Chu Công Quý.
Ông sống cùng người đất Kinh, tự gọi mình là Câu Ngô. Người bản địa thấy cho ông là người có nghĩa nên hơn 1000 nhà đi theo thần phục, từ đó hình thành nước Ngô. Trong thời gian trị vì của mình, ông đã phát triển thủy lợi, khuyến khích người Ngô thực hiện việc nông và đào kênh đào thông thương.
Không rõ thời điểm ông khởi nghiệp tại nước Ngô cụ thể năm nào. Sau này cũng không xác định được thời gian ông mất. Ông được truy tôn là Ngô Thái Bá. Vì ông không có con nối nghiêp nên em ông là Trọng Ung lên nối ngôi.

## Đền thờ Ngô Thái Bá
Ngày nay, có một ngôi đền thờ Ngô Thái Bá tại thành phố Vô Tích. Trước đây thì dân Ngô có lập đền thờ ông với kiến trúc bằng gỗ nhưng do thời gian cũng như các cuộc chiến mà nó đã bị phá hủy, sau đó đền thờ ông cũng đã được khôi phục lại. Căn cứ vào lối kiến trúc thì có thể người ta đã khôi phục đền thờ Ngô Thái Bá vào thời nhà Thanh. Có một hòn đá được chạm khắc với những dòng chữ của Khổng Tử trong đền thờ của Ngô Thái Bá và đến tận bây giờ nó vẫn còn.

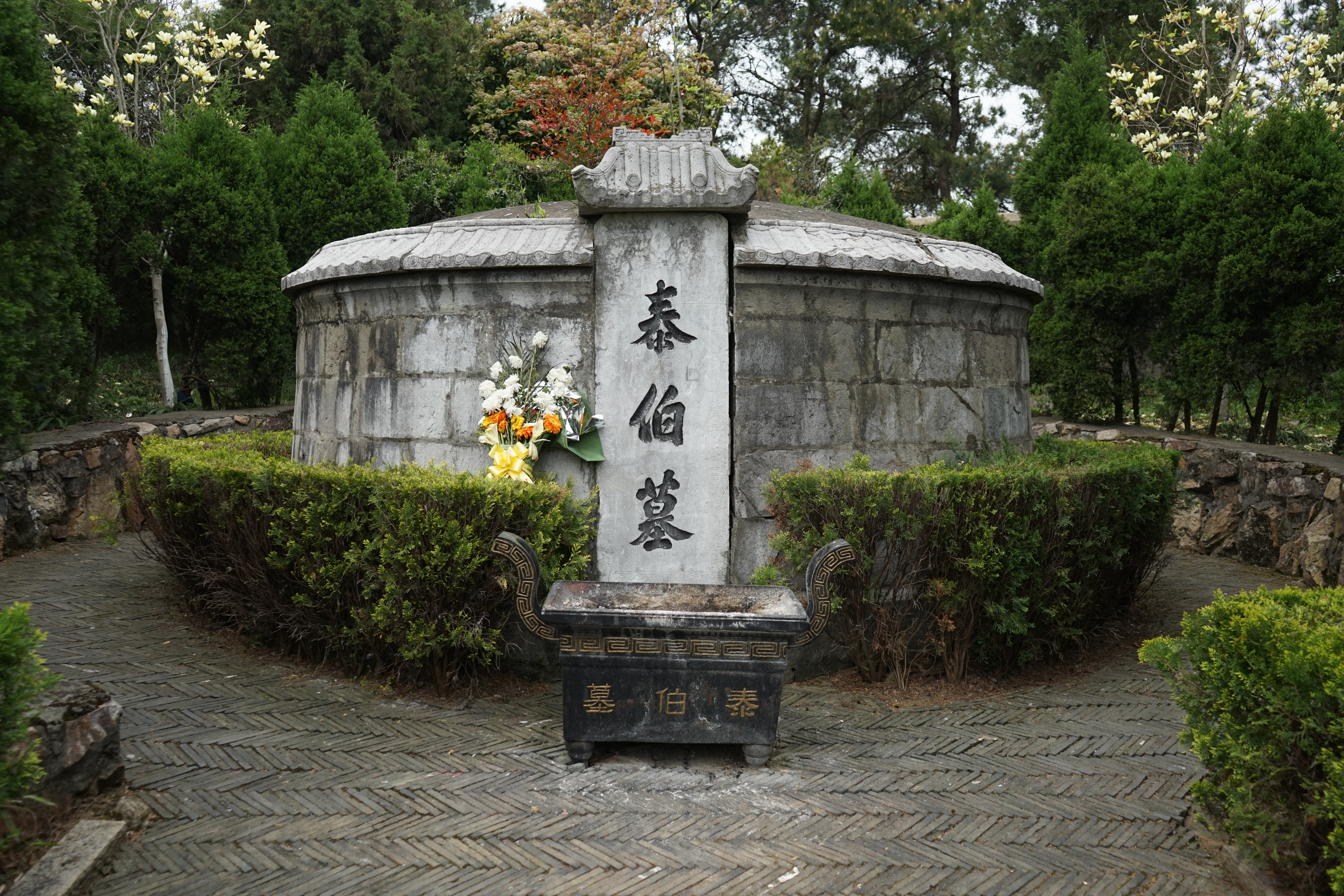
Phần mộ của Ngô Thái Bá

## Giai thoại về sau
Ngô Thái Bá còn được cho là tổ của những người mang họ Ngô.
Trong những lần đến Nhật Bản của sứ thần Tào Ngụy và sau này là nhà Tấn, họ có ghi lại là đã gặp người Oa (người Nhật) và họ nhận mình chính là con cháu của Ngô Thái Bá.

## Nhận định
Tư Mã Thiên nhận định về Ngô Thái Bá trong Sử ký như sau: 
"Thái Bá có thể nói là con người có chí đức vậy. Ba lần nhường thiên hạ. Dân không biết chuyện đó để mà khen ngợi"